# Cheumatopsyche deani
Cheumatopsyche deani là một loài Trichoptera trong họ Hydropsychidae. Chúng phân bố ở miền Australasia.